# Gideon Guzy
Gideon Paul Guzy (* 16. Februar 2003 in Bottrop) ist ein deutscher Fußballspieler.

## Werdegang
Der Abwehrspieler Gideon Guzy begann seine Karriere beim SV Fortuna Bottrop und wechselte im Alter von neun Jahren in die Jugendabteilung des MSV Duisburg. Nach einer Zwischenstation bei Rot-Weiss Essen in der Saison 2015/16 spielte Guzy ab Sommer 2016 für den Nachwuchs des FC Schalke 04. In der Saison 2021/22 wurde er mit den Schalkern Vizemeister der A-Junioren-Bundesliga West und scheiterte im Halbfinale der deutschen Meisterschaft an Borussia Dortmund.
Im Sommer 2022 rückte Guzy in den Kader der zweiten Mannschaft von Schalke 04 auf. Sein Debüt im Herren-Fußball gab er am 29. Januar 2022 beim 4:1-Heimsieg gegen die Sportfreunde Lotte in der viertklassigen Regionalliga West. Zur Saison 2023/24 wechselte er zum SC Verl in die 3. Liga. Am 23. August 2023 hatte Guzy seinen ersten Profieinsatz im Spiel beim 1. FC Saarbrücken, als er in der 83. Minute für Nico Ochojski eingewechselt wurde. Im Sommer 2024 wurde sein Vertrag aufgelöst und er wechselte zur zweiten Mannschaft von Fortuna Düsseldorf.